# قلعة نو أنقلابي
قلعة نو أنقلابي (بالفارسية: قلعه نو انقلابی) هي قرية تقع في قسم زرق‌آباد الريفي (مقاطعة إسفراين) في إيران. يقدر عدد سكانها بـ 142 نسمة .